# Harry Barlow
Harry Sibthorpe Barlow (Londra, 5 aprile 1860 – Londra, 16 luglio 1917) è stato un tennista britannico, vincitore del doppio maschile di Wimbledon del 1892 in coppia con Ernest Lewis.

## Biografia
Figlio di un mercante, frequentò l'Università di Cambridge. Si sposò con Eleanor Grove nel 1882, sorella dei tennisti Harry e Philip Grove; i due ebbero una figlia di nome Eleanor, ma divorziarono nel 1899.
Esordì al torneo di Wimbledon nel 1883, ma venne sconfitto al primo turno da John Hartley (1-6, 3-6, 1-6). Dal 1884 al 1886 invece non partecipò, mentre nel 1887 perse nuovamente al primo turno contro Herbert Lawford (0-6, 7-9, 3-6). Nel 1888 venne eliminato al primo turno dal cognato Harry Grove (5-7, 4-6, 5-7); meglio andò nel 1889, dove ottime prestazioni gli consentirono di eliminare F. A. Darbishire (6-4, 6-1, 8-6), nuovamente il cognato (6-8, 6-4, 6-4, 3-6, 9-7), poi ai quarti di finale George Hillyard (7-5, 6-2, 6-4) e in semifinale Willoughby Hamilton (3-6, 6-3, 2-6, 6-3, 6-3), venendo però infine eliminato nella finale All-Comers da William Renshaw in una delle partite più combattute della storia di Wimbledon (6-3, 7-5, 6-8, 8-10, 6-8).
Nel 1890 replicò le buone prestazioni dell'anno precedente, eliminando George Hillyard (6-1, 6-0, 6-3), Grainger Chaytor (8-10, 6-4, 2-6, 6-1, 6-1) ed Ernest Lewis (7-5, 6-4, 4-6, 7-5), ma venendo ancora battuto nella finale All-Comers da Willoughby Hamilton (8-6, 2-6, 6-3, 1-6, 1-6). Durante gli anni successivi nel 1893 raggiunse le semifinali e venne battuto da Joshua Pim (7-9, 2-6, 3-6), altrimenti fino al ritiro nel 1900 fu sempre eliminato nei turni preliminari.
Molto meglio performò nel doppio maschile, dove partecipò a partire dal 1887. Nel 1892 vinse la categoria in coppia con Ernest Lewis, sconfiggendo in finale i fratelli Herbert e Wilfred Baddeley (4-6, 6-2, 8-6, 6-4). L'anno successivo Barlow e Lewis non furono in grado di difendere il titolo nel challenge round, venendo sconfitti da Joshua Pim e Frank Stoker (6-4, 3-6, 1-6, 6-2, 0-6). Nel 1894 cambiò compagno di gioco, sostituendo Lewis con C. H. Martin e giungendo nuovamente in finale, ma venendo sconfitto dai fratelli Baddeley (7-5, 5-7, 6-4, 3-6, 6-8).
Oltre alla vittoria nel doppio di Wimbledon, collezionò anche trionfi in vari tornei tennistici minori. Non sono note le sue attività dopo il ritiro dall'attività agonistica nel 1900. Morì nel 1917.